# Splash Damage
Splash Damage Ltd. es una desarrollador de videojuegos británico independiente que se especializa en videojuegos de disparos en primera persona para varios jugadores. El estudio es más conocido como el creador de Wolfenstein: Enemy Territory y Enemy Territory: Quake Wars.

## Historia
Splash Damage se formó en mayo de 2001 por los creadores de mods, como Quake 3 Fortress. El estudio comenzó su vida laboral en Now TV y Gamer.tv, dando mapas personalizados y soluciones a videojuegos. El equipo de Splash Damage también trabajó en la producción y presentación de 150 muestras de TV basadas en Quake III Capturar la Bandera.
En marzo de 2002, Splash Damage formó un acuerdo con Games Domain para producir mapas multijugador para su servicio de videojuegos en línea. Uno de esos fue un mapa para Return to Castle Wolfenstein de id Software, basado en la Operación Market Garden; este mapa tuvo un inmenso éxito y se convirtió instantáneamente en un de los mapas de terceros más jugados del videojuego.
Siguiendo el éxito de Market Garden, Activision e id Software consultaron a Splash Damage sobre producir mapas adicionales para el modo multijugador de Return to Castle Wolfenstein Game of the Year Edition. El mismo año, Splash Damage formó acuerdos con dos compañías desarrolladoras para desarrollar Wolfenstein: Enemy Territory, una expansión individual basada en Return to Castle Wolfenstein. La versión de Windows de Wolfenstein: Enemy Territory se lanzó de forma gratuita por internet el 29 de mayo de 2003 y más tarde en Linux y Mac. Wolfenstein: Enemy Territory ganó varios premios "Game of the Year" y "Editor's Choice" y sigue siendo uno de los títulos en línea más populares.
En junio de 2003, trabajando con id Software una vez más, Splash Damage creó todos los mapas multijugador de Doom 3 y al mismo tiempo comenzó la preproducción de Enemy Territory: Quake Wars, una modificación de Wolfenstein: Enemy Territory mediante el motor id Tech 4 para el universo de QUAKE. Enemy Territory: QUAKE Wars se lanzó el 28 de septiembre de 2007 y ha ganó docenas de premios, incluyendo varios Game of the Year y 25 Editor's Choice.
En agosto de 2016 Leyou Technologies celebró un acuerdo de venta y compra con Splash Damage con la intención de comprar este estudio.
En diciembre del 2022 hicieron un aunicio en los The Games Awards, donde anunciaron en un nuevo juego que estaban trabajando de la franquicia de Transformers, bajo el nombre de "Transformers Reactivate" mencionando que en algún momento sacarían una beta cerrada del mismo en 2023

## Videojuegos producidos
| Título del videojuego                         | Año  | Plataforma                                        |
| --------------------------------------------- | ---- | ------------------------------------------------- |
| Return to Castle Wolfenstein (multijugador)   | 2002 | Windows, Linux, Mac OS X                          |
| Wolfenstein: Enemy Territory                  | 2003 | Windows, Linux, Mac OS X                          |
| Doom 3 (multijugador)                         | 2004 | Windows, Linux, Mac OS X                          |
| Enemy Territory: Quake Wars                   | 2007 | Windows, Linux, Mac OS X, PlayStation 3, Xbox 360 |
| Brink                                         | 2011 | Windows, PlayStation 3, Xbox 360                  |
| RAD Soldiers                                  | 2012 | iOS, Web                                          |
| Batman: Arkham Origins (multijugador)         | 2013 | Windows, PlayStation 3, Xbox 360                  |
| Dirty Bomb                                    | 2014 | Windows                                           |
| Tempo                                         | 2015 | iOS                                               |
| Gears of War: Ultimate Edition (multijugador) | 2015 | Windows, Xbox One                                 |
| Gears of War 4 (multijugador)                 | 2016 | Windows, Xbox One                                 |
| Gears Tactics                                 | 2020 | Windows 10, Xbox One                              |
| Outcasters                                    | 2021 | Stadia                                            |
| Transformers Reactivate                       | 2023 | Windows, PlayStation 5, Xbox One                  |

## Premios
| Año  | Premio                                                        | Resultado |
| ---- | ------------------------------------------------------------- | --------- |
| 2008 | Develop Industry Excellence Award for Best Independent Studio | Ganador   |
| 2008 | Ultraweb Level 4 Award                                        | Ganador   |
| 2008 | Golden Joystick award for UK Developer of the Year            | Nominado  |
| 2009 | Guardian Top 100 UK Tech & Media Companies                    | Ganador   |
| 2015 | Best Companies Ones to Watch                                  | Ganador   |
| 2016 | Best Companies 2 Star Accreditation                           | Ganador   |
| 2016 | Amazon Growing Business Awards                                | Nominado  |

La lista completa de premios se puede encontrar en su página web.